# Hibana turquinensis
Hibana turquinensis är en spindelart som först beskrevs av Bryant 1940.  Hibana turquinensis ingår i släktet Hibana och familjen spökspindlar.
Artens utbredningsområde är Kuba. Inga underarter finns listade i Catalogue of Life.